# Charleston Park
Charleston Park és una concentració de població designada pel cens dels Estats Units a l'estat de Florida. Segons el cens del 2000 tenia 411 habitants.

## Demografia
Segons el cens del 2000, Charleston Park tenia 411 habitants, 112 habitatges, i 85 famílies. La densitat de població era de 1.322,4 habitants per km².
Dels 112 habitatges en un 51,8% hi vivien nens de menys de 18 anys, en un 38,4% hi vivien parelles casades, en un 26,8% dones solteres, i en un 24,1% no eren unitats familiars. En el 18,8% dels habitatges hi vivien persones soles el 9,8% de les quals corresponia a persones de 65 anys o més que vivien soles. El nombre mitjà de persones vivint en cada habitatge era de 3,67 i el nombre mitjà de persones que vivien en cada família era de 4,19.
Per edats la població es repartia de la següent manera: un 44,5% tenia menys de 18 anys, un 10,7% entre 18 i 24, un 23,8% entre 25 i 44, un 14,1% de 45 a 60 i un 6,8% 65 anys o més.
L'edat mediana era de 22 anys. Per cada 100 dones de 18 o més anys hi havia 85,4 homes.
La renda mediana per habitatge era de 24.464 $ i la renda mediana per família de 26.625 $. Els homes tenien una renda mediana de 20.962 $ mentre que les dones 15.625 $. La renda per capita de la població era de 7.528 $. Entorn del 20% de les famílies i el 18,1% de la població estaven per davall del llindar de pobresa.

## Poblacions més properes
El següent diagrama mostra les poblacions més properes.